# Hammer an der Uecker
Hammer an der Uecker é um município da Alemanha localizado no distrito de Vorpommern-Greifswald, estado de Mecklemburgo-Pomerânia Ocidental.
Pertence ao Amt de Torgelow-Ferdinandshof.